# Nesticodes rufipes
Nesticodes rufipes är en spindelart som först beskrevs av Lucas 1846.  Nesticodes rufipes ingår i släktet Nesticodes och familjen klotspindlar. Inga underarter finns listade i Catalogue of Life.